# Лучки (Березинський район)
Лучки (біл. вёска Лучкі) — село в складі Березинського району Мінської області, Білорусь. Село підпорядковане Поплавській сільській раді, розташоване в східній частині області.